# 田金洲
田金洲，北京中医药大学神经病学中心教授、主任医师。从事阿尔茨海默病防治、神经变性病学科等研究。现任北京中医药大学东直门医院副院长。曾主持中国国家“973”计划、中华人民共和国教育部第二批“长江学者”特聘教授。曾在中国获得中医内科学医学博士、在英国获得临床神经科学理学博士、神经心理学博士后。